# William Colbeck
William Colbeck (1871-1930) fue un marino británico que se distinguió en dos expediciones antárticas. Cursó estudios en la Hull Grammar School, Colbeck sirvió en la marina mercante haciendo su aprendizaje entre 1886 y 1890, consiguiendo la titulación de segundo oficial de cubierta el año 1890, el título de primer oficial de cubierta lo obtuvo en 1892, el de capitán (master) en 1894 y el de extra master en 1897. Se le recompensó admitiéndole en la reserva de la Marina Real Británica en 1898. En ese año fue invitado por el noruego Carsten Borchgrevink a unirse a una expedición a la Antártida en el barco Southern Cross. Esta sería la primera expedición que pasó un invierno en el continente antártico; Colbeck se hizo cargo de los trabajos de investigación magnética.
Después de regresar a Inglaterra en 1900, Colbeck pronto volvió a navegar al sur, esta vez al mando de un barco de socorro, el Morning, que fue enviado a principios de 1903 para reabastecer a los miembros de la Expedición Discovery del Capitán Scott que habían quedado atrapados en el hielo del estrecho de McMurdo en la Antártida. En enero de 1904 Colbeck regresó con el Morning, esta vez con firmes instrucciones acerca de que si el Discovery no podía ser liberado del hielo debían abandonarlo, encargándose en tal caso Colbeck de devolver a casa a la expedición de Scott. En una carrera contra el tiempo, y con la buena suerte de un cambio de tiempo favorable, el Discovery se liberó del hielo y pudo volver por sus medios a Inglaterra.
Colbeck no volvió a la Antártida, pero fue honrado por su trabajo allí dándole su nombre al cabo Colbeck en la Península de Eduardo VII, en las coordenadas 77°07′S 158°01′O / -77.117, -158.017.